# Джонсон, Брайс
Брайс Джонсон (англ. Bryce Johnson, 18 апреля 1977) — американский актёр.

## Ранние годы
Джонсон рос в Рино, штат Невада, до того, как его родители развелись, и мать переехала в Денвер, Колорадо, вместе с его двумя братьями, когда мальчику было 5 лет. Там же в 1995 году он окончил школу. Затем, его семья переехала в Сиукс-Сити в Айове, где Брайс учился актёрскому мастерству в местном колледже. Вскоре юноша решает всерьёз заняться своей актёрской карьерой.

## Карьера
Будущий актёр оказался в Голливуде в возрасте 19 лет, после того, как его мать отговорила податься в морской флот. Подрабатывая на мелких работах, чтобы оплатить счета, Брайс приходил на прослушивания и поступил в Американскую Академию Драматических Искусств города Пасадены. Он играл незначительные роли до тех пор, пока не случился его прорыв в роли Джоша Форда в сериале «Лучшие» на канале WB. В том же году он получает роль в сериале MTV «Факультет» («Undressed»). По окончании съёмок в 2001 году он продолжил играть во второстепенных ролях в таких молодёжных сериалах, как «Бухта Доусона» и «Девочки Гилмор».
К тому времени ему было уже за 20, и, по словам актёра, он хотел играть более взрослые и сложные роли, желая выбраться из амплуа подросткового кино. В 2004 году он сыграл гея из команды болельщиков в фильме «Добейся успеха вновь», а также снялся в главных ролях в двух фильмах, показанных на фестивале «Санденс». «Дом фобий» и «Гарри и Макс». В 2003 году актёр вернулся на телевидение в не вышедший в эфир сериал под названием «Всё ещё жив» («Still Life»), а также снялся в гостевых ролях в сериалах «За что тебя люблю», «Части тела» и «Доктор Хаус», попутно озвучивая персонажей видео-игр.
В 2006 году он сыграл главную роль в другом противоречивом фильме под названием «Секс в собакой» вместе с Мелиндой Пейдж Гамильтон, который был также показан на «Сандэнсе». До закрытия шоу актёр играл Дрю Тэтчера в сериале «Одинокая звезда» («Lone Star»), а также снимается в сериале «Милые обманщицы» в роли офицера Даррена Уилдена.

## Фильмография
| Год       |    | Русское название          | Оригинальное название | Роль                   |
| --------- | -- | ------------------------- | --------------------- | ---------------------- |
| 2014—2014 | с  | Сверхъестественное        | Supernatural          | Sal Lassiter           |
| 2011      | с  | Долина смерти             | Death Valley          | офицер Билли Пирс      |
| 2011      | ф  | Боже, благослови Америку  | God Bless America     | сотрудник              |
| 2010      | с  | Милые обманщицы           | Pretty Little Liars   | Детектив Даррен Уилден |
| 2009      | ф  | Халк против...            | Hulk vs.              | Брюс Бэннер            |
| 2008      | ф  | Кинозвезда                | Major Movie Star      | Дерек О'Грейди         |
| 2007      | мф | Доктор Стрэндж            | Dr. Strange           | Доктор Стивен Стрэндж  |
| 2006      | ф  | Спящие собаки врут        | Sleeping Dogs Lie     | Джон                   |
| 2006      | ф  | Герои Лиги справедливости | Justice League Heroes | Аквамен                |
| 2005      | с  | Части тела                | Nip/Tuck              | Оливер Брендт          |
| 2005      | с  | Доктор Хаус               | House M.D.            | Джеймс                 |
| 2005      | с  | За что тебя люблю         | What I Like About You | Крис                   |
| 2005      | с  | Всё ещё жив               | Stil Life             | Джейк Морган           |
| 2004      | ф  | Дом фобий                 | House Of Phobia       | Тазвелл                |
| 2004      | ф  | Гарри и Макс              | Harry + Max           | Гарри                  |
| 2004      | ф  | Добейся успеха снова      | Bring It On... Again! | Грег                   |
| 2003      | ф  | Преследуя Папи            | Chasing Papi          | Юноша                  |
| 2003      | ф  | Черепа 3                  | The Skulls 3          | Роджер Ллойд           |
| 2001      | с  | Бухта Доусона             | Dawson's Creek        | Парень в библиотеке    |
| 2001      | с  | Девочки Гилмор            | Gilmore Girls         | Пол                    |
| 1999      | ф  | Озадаченный               | Puzzled               | Доминик                |
| 1999      | с  | Лучшие                    | Popular               | Джош Форд              |
| 1999      | с  | ФАКультет                 | Undressed             | Клифф                  |
| 1999      | ф  | Спасая Грейс              | Saving Graces         | Кэмми Уитмор           |